# Montrose (Arkansas)
Montrose est une municipalité du comté d'Ashley, dans l'État de l'Arkansas aux États-Unis.

## Démographie
| 1920 | 1930 | 1940 | 1950 | 1960 | 1970 |
| ---- | ---- | ---- | ---- | ---- | ---- |
| 404  | 431  | 343  | 344  | 399  | 558  |

| 1980 | 1990 | 2000 | 2010 | - | - |
| ---- | ---- | ---- | ---- | - | - |
| 641  | 528  | 526  | 354  | - | - |